# Історія Драбова
Основна стаття: Драбів
Перші відомості про Драбів належать до 1680 року, коли багатий козак, пізніше переяславський полковник Іван Мирович захопив над річкою Золотоношкою на вільному військовому степу землі, де вже здавна стояв невеликий хутір. Мирович звернувся до царя з проханням видати йому дозвіл на право володіння. 1691 року він одержав жалувану грамоту на хутір із ставком, лісом, випасом і сіножатями.

## 18 століття
1707 року хутір налічував 7 хат. За народними переказами, назва його походить від Драбового лісу.
Під час Північної війни син Івана Мировича — Федір, разом з Мазепою перейшов на бік шведів. За указом Петра І 1718 року всі маєтності Мировичів, у тому числі хутір Драбів, були відписані князю Кантакузену, який вважав селян своєю повною власністю: використовував їх працю, коли йому заманеться, зокрема, змушував на їхніх волах і конях возити панський ліс за 30 км, стягував з козаків і посполитих податки грішми й вином.
1738 року вдова Кантакузена відписала Драбів царській казні. Це принесло селянам нові здирства. Вони платили податок на утримання армії, будували й ремонтували греблі, шляхи, водяні млини, відбували три дні на тиждень панщини на казенних землях , працювали на кінному заводі, створеному тут у 1738—1739 роках для постачання кірасирських і драгунських полків.
1775 року Катерина ІІ віддала землі Драбова у вічне і спадкове володіння графу Петру Завадовському. Відтоді кріпосницький гніт ставав дедалі нестерпнішим. Збільшувалась кількість бездвірних. За ревізією 1767 року у Драбові налічувалося 220 чоловік населення. З 75 хат 61 була бездвірною.

## 19 століття
Кріпаки навколо Драбова посадили фруктовий сад, збудували в маєтку 2 палаци, викопали став, ткали для панського двору з льону полотно. На суконній фабриці, збудованій 1832 року, вони виготовляли килими.
1843 року Завадовські продали Драбів Барятинському. Новий власник перевів безземельних селян у дворові. Кріпаків змушував працювати від зорі до зорі. Крім того, бідняки ще й відробляли панщину за заможніших односельців.
У той час починається розвиток промисловості у Драбові. 1860 року Барятинський побудував льонотіпальну фабрику. Працювали винокурний завод, паровий млин, цегельний завод, кінний завод, що виводив коней битюжної породи.
У 1848 році Драбову було надано статус містечка, він став волосним центром, де налічувалось 4 700 жителів. Щонеділі відбувалися базари, чотири рази на рік — ярмарки. У селі діяла парафіяльна школа, відкрита 1846 року.
Реформа 1861 року не принесла селянам поліпшення їх економічного становища. Поміщик залишив за собою 13 827 десятин землі, 932 селянські двори Драбова мали викупити 6283 десятини. На ревізьку душу припало 2,42 десятини. 12 дворів не одержали землі, 52 мали тільки садибу, 35 — 1—3 десятини .
Внаслідок такого нерівномірного розподілу землі селяни змушені були на невигідних для себе умовах орендувати її, хоч і діяли суворі закони, згідно з якими за несвоєчасну виплату орендарі позбавлялися орендованих земель або ж, сплачували 5 карбованців штрафу за кожний прострочений день. Малоземельні та безземельні селяни змушені були найматися до економії і працювати там протягом 26 днів на місяць від сходу до заходу сонця, а в час посадки тютюну — ще годину після заходу. Наймити мусили поливати тютюн і в неділю та святкові дні. За таку працю вони отримували 6 карбованців на місяць. За спізнення на роботу платили штраф від 50 копійок до 1 рубля. Доводилося селянам іти до поміщика або заможних селян збирати хліб і за 5—6-й сніп. 1885 року у Драбові наймитувало 224 чоловіка, з них 89 жінок, на заробітки пішло 168 душ, з них 59 жінок. Чимало виїхало до Сибіру.

## 20 століття
Безземелля селян дедалі зростало. 1900 року з 850 селянських господарств Драбова 381 на кабальних умовах орендувало землю: за кожну десятину, яку обробляли своїм реманентом, платили в рік 15 карбованців.
3а рахунок розорених селян зростала кількість робітників. На підприємствах Драбова 1900 року їх налічувалось 340. Вони працювали за мізерну плату, терпіли утиски адміністрації, робочий день тривав не менш як, 10—12 годин. На той час у селі були фабрика обгорткового паперу, ремонтно-слюсарна майстерня, два парові млини, винокурний і два цегельні заводи.
Частина драбів‘ян займалася ремеслами. 1910 року в селі налічувалось: 75 кравців і шевців, 53 столяри і теслярі, 41 ткач. Кількість ремісників зростала.
Тяжкий соціальний гніт і повне безправ'я спонукали селян до революційних виступів. 1 травня 1906 року відбулася перша маївка, в якій взяло участь понад 300 робітників фабрик і економії Драбова та навколишніх сіл. На маївку прибули представники соціал-демократичних організацій Києва, Катеринослава й Золотоноші. Гостей глухими дорогами привезли в сад, що охоронявся пікетами. Присутні слухали заклики до боротьби з самодержавством, за встановлення восьмигодинного робочого дня.
9—10 червня 1906 року робітники льонотіпальної фабрики зажадали від адміністрації підвищення заробітної плати. Після відмови, 12 червня, вони вимагали збільшення щоденного заробітку. Не одержавши позитивної відповіді — застрайкували. До них приєдналися робітники інших підприємств. Страйк тривав кілька днів. Його було придушено, а керівників кинуто до лубенської в'язниці.
8 листопада 1906 року виступили робітники економії. Але влада, силою зброї, розправилися з селянами: Д. М'яла було вбито, С. Несвата, С. Лисенка, А. Солодкого кинуто до в'язниці. Незважаючи на жорстоку розправу, революційні виступи селян тривали. Золотоніський повітовий справник доносив полтавському поліцмейстеру, що «в Драбівській волості неспокійно».
У роки реакції посилився процес диференціації селянства. Якщо 1900 року один двір мав 1 десятину землі, то 1910 року таких у Драбові налічувалося 119; тих, що користувалися 2 десятинами — відповідно: 61 і 117; 15 десятинами — 32 і 71; 25 десятинами — 4 і 21.
Селяни були зовсім позбавлені медичного обслуговування. Влада мало турбувалися і про народну освіту. У Драбові були церковнопарафіяльна школа і двокласне народне училище. На 100 дітей шкільного віку навчалося тільки 18. Курс науки обмежувався азбукою, двома богословськими книгами (часослов і псалтир), арифметикою. 1903 року в Драбівській церковнопарафіяльній школі учителював відомий український письменник Степан Васильченко. Згадуючи про це, він писав: «Драбівська школа — будинок непоганий, багата школа, тільки сумно мені: два вчителі поповичі, два законовчителі — попи, учителька — попівна. Між ними, я селюк, пролетар. Вечорами в учительській, де я мусив жити, не маючи квартири, кубрячать і ріжуть в стукалку вибрані драбівські типи. Уперше мені сумно стало на вчителюванні».

### Українська революція
Після жовтневого перевороту влада в Драбові перейшла до Української Центральної Ради. Після захоплення у січні 1918 року більшовиками влади в селі вони розподілили землю по одній десятині на душу населення. Після Берестейського мирного договору в березні 1918 року більшовицькі окупанти залишили Україну. За підтримки військ Центральних Держав біла відновлена українська влада. Драбів’яни-прихильники більшовиків, зокрема І. І. Горобець, С. П. Волосина, Г. Л. Задорожній, О. Цибуля, П. Белих та інші почали диверсійну діяльність. І. І. Горобець та ще 17 осіб вступилидо Таращанського партизанського загону, який діяв в тому числі і на Драбівщині.
В листопаді-грудні 1918 року, після антигетьманського повстання, влада перейшла до Директорії УНР. 25 січня 1919 року більшовики повторно окупували повіт. В березні в Драбові обрано волосний ревком.
В серпні 1919 року більшовицькі сили з Драбова витіснили денікінці.

### Перші роки Радянської окупації
У першій половині грудня 1919 року червоноармійці 44-ї дивізії 12-ї армії РСФСР окупували Драбів. У селі було встановлено більшовицьку владу. На початку 1920 року розгорнув свою діяльність Драбівський волвиконком. Того ж року обрано сільвиконком, в середині червня 1920 року почав працювати комітет незаможних селян, головою якого тривалий час працював П. С. Мехеда. На почату жовтня 1920 року в Драбові створено партійну організацію, через рік — комсомольську, очолювану І. Безносом.
1920 року внаслідок створення фонду посівматеріалу успішно проведено посівну кампанію. Працювала прокатна станція сільськогосподарського реманенту для обслуговування селян-бідняків, реорганізована 18 березня 1921 року в культгосп. Провадився ремонт мостів, житлових будинків. громадських будівель. Сім'ї червоноармійців одержували зерно, допомогу в обробітку землі. Їм також виділялись будівельні матеріали, для ремонту зруйнованих хат.
Комітет незаможних селян разом з продовольчим загоном організував заготівлю хліба для міст і Червоної Армії. 1921 року драбів’яни зібрали і передали голодуючим Поволжя 11200 пудів зерна.
1926 року, споживча кооперація, що налічувала 310 робітників, орендувала вальцьовий млин, мала 2 крамниці, 1 рундук.
На початку 1923 року в Драбові створено 5 ТСОЗів. Тоді ж організовано комуну ім. Петровського, яка спершу об'єднувала 7 господарств, а через три роки 40, які мали в користуванні 79 десятин орної землі, 6 сівожаток, трактор.
Поряд з економічними перетвореннями сільського господарства відбувалися зміни в житті мешканців. Вперше в історії Драбова тут з'явився медпункт, реорганізований 1923 року у лікарню на 15 ліжок.
1921 року в селі відкрито початкову і професійно-технічну школи, де навчалося понад 350 дітей. Через 5 років початкова школа була перетворена в семирічну, у якій 15 учителів навчали 546 школярів.
1923 року культурно-освітню роботу очолили сельбуд, хата-читальня (через 3 роки їх було 9), бібліотека (через 3 роки — 3). Діяли гуртки: політичний, антирелігійний, світознавчий, сільськогосподарський, художньої самодіяльності. В сельбуді демонструвалися кінофільми, працювали 6 гуртків лікнепу, що охоплювали 272 чоловіка.
1930 року в Драбові замість ТСО3ів створено 12 дрібних колгоспів, які об'єднували по 20-25 селянських господарств. Через рік внаслідок укрупнення їх кількість зменшилася до 7 («Перше травня», «Червоний Жовтень», «Вільне життя», «Вірний шлях», ім. Леніна, ім. Сталіна, ім. Петровського). В колгоспи влилося 90 % селянських господарств, що користувалися 5 тисячами га землі. Першим колективним господарствам доводилося долати великі труднощі. Трударі колгоспу «Червоний Жовтень» мали тільки 2 вози, кілька плугів, 5 борін, але вже за 2 роки праці та за допомогою створеної 1931 року МТС добилися успіху: по 17 цнт зернових з гектара.
Наприкінці 1920-х на початку 1930-х років в Драбові існував селянський рух опору більшовикам (Драбівське повстання).
У 1932–1933 роках, як і решта території України, від Голодомору постраждало і населення Драбівського району. Про це свідчить вилучений зі стенограми фрагмент виступу П. Шерстова, представника Драбівського району (тепер Черкаської области) на ІІІ конференції КП(б)У, що відбулась у Харкові 6–9 липня 1932 року: «Драбівський район перебуває у дуже важкому стані. Там було забрано весь посівний матеріал, відбувалось масове побиття колгоспників та колгоспниць, у трьох кімнатах засідав штаб буксирних бригад, де вимагали хліб, підписку на позику, виплату всіляких податків. Внаслідок і завдяки цим спеціальним штабам, буксирним бригадам, створилися несприятливі політичні настрої». З друкованого варіанту стенограми було вилучено й інший фрагмент виступу П. Шерстова. Ось він: «Я хотів би запитати тов. Косіора — я нова людина, у нас посіяно 11 тисяч га буряків, на 28-е число ми прорвали 38%, цього замало, безумовно, замало, але уявіть собі таку картину, коли народ пухлий, коли велика кількість людей, які лежать і не встають.
(Косіор: Який це район?)
— Драбівський район.
(Косіор: Ви нас не лякайте, ви краще про роботу розповідайте).
— Я про роботу й розповім.
На сьогодні, коли бракує харчів, колгоспнику нічого дати. У більшості випадків колгоспники йдуть напівголодні працювати».
3а роки довоєнних п'ятирічок колгоспи перетворилися в заможні господарства. На полях працювали трактори і комбайни Драбівської МТС. 
Населення 1940 року становило 5624 чоловіка. Медичну допомогу вони отримували у лікарні на 35 ліжок, амбулаторії, аптеці.
У середній, двох семирічних та двох початкових школах здобували освіту всі діти шкільного віку. Було повністю ліквідовано неписьменність серед дорослого населення.
В селі працював новозбудований клуб на 200 місць з кіноустановкою. Товарами народного споживання трудящих забезпечували 10 магазинів.

### Друга світова війна
3 перших днів війни більшість чоловіків пішла на фронт на боці СРСР. їх місце на виробництві зайняли жінки й підлітки. Сотні людей будували оборонні споруди, а ті, що залишилися, збирали урожай, щоб дати країні якнайбільше хліба й інших сільськогосподарських продуктів. Майно колгоспів, устаткування і 68 тракторів МТС евакуювали до східних районів.
21 вересня 1941 року Драбів окупували війська Третього Рейху. Населення чинило опір окупантам, зокрема, прихильників радянського режиму очолила підпільна партійна група в складі 54 комуністів. Ці підпільники доводили до відома драбівців зведення Радянського інформбюро, закликали саботувати розпорядження окупантів, багатьом допомагали втекти з села, щоб уникнути фашистської каторги в Німеччині. У травні 1942 року окупаційна адміністрація натрапила на слід радянських підпільників, заарештували їх і стратили — частину живими кинули в колодязь біля села Свічківки, частину — під лід ставка у селі Михайлівці. 3а доносом поліцаїв були розстріляні Х. Драло, П. Трояп, Д. Молюка, Ф. Стойда.
Великої шкоди завдала селу війна. Відступаючи, нацисти зруйнували колгоспні будівлі, районну друкарню, пошкодили мости.
22 вересня 1943 року підрозділи 3-го гвардійського Сталінградського механізованого корпусу полковника Федора Каткова (зі складу 47-ї армії Воронезького фронту, яким командував генерал армії М. Ф. Ватутін), відвоювали Драбів у нацистських сил (ЦАМО, ф. 402, о. 9575, спр. 220, арк. 1). Радянським бійцям, які тоді полягли, було встановлено пам'ятник.

### Повоєнні роки
Зразу ж після закінчення окупації, в селі почалася відбудова господарства.
1950 року на базі 7 колгоспів утворено 4 господарства, а у 1956 вони злились в один — ім. Суворова, що об'єднував 1208 дворів, мав у користуванні 7731 га землі, в тому числі 6384 га орної.
1968 року став до ладу комплекс районної лікарні на 125 ліжок, працювали середня і восьмирічна школи, будинок піонерів, музична школа, профтехучилище, дитячий садок і ясла.
Станом на 1972 рік в селищі проживало 5,7 тисяч чоловік. Колгосп мав 44 трактори, 30 комбайнів різних систем, 41 автомашину та багато іншої техніки.
На цей час у Драбові також працювали харчокомбінат, цегельний завод, комбінат побутового обслуговування, інкубаторна станція.

## 21 століття
За даними перепису 2001 року у Драбові мешкало 7 172 особи, 7 040 або 98,16 % з яких вказали українську мову рідною.